# Busia (Uganda)
Busia – miasto we wschodniej Ugandzie. Busia liczy 47.100 mieszkańców. Stolica, główne miejskie, administracyjne i handlowe centrum Dystryktu Busia.

## Geografia
Busia leży we wschodniej części Ugandy i 150 kilometrów od stolicy Kampali blisko granicy z Kenią.
Od strony północnej oddalone 30 kilometrów od brzegu Jeziora Wiktorii.

## Przyrost naturalny
| Rok  | Mieszkańców |
| ---- | ----------- |
| 1969 | 1.146       |
| 1988 | 8.663       |
| 1991 | 27.967      |
| 2002 | 36.630      |
| 2005 | 42.596      |
| 2009 | 48.689      |